# Galaxy Zoo

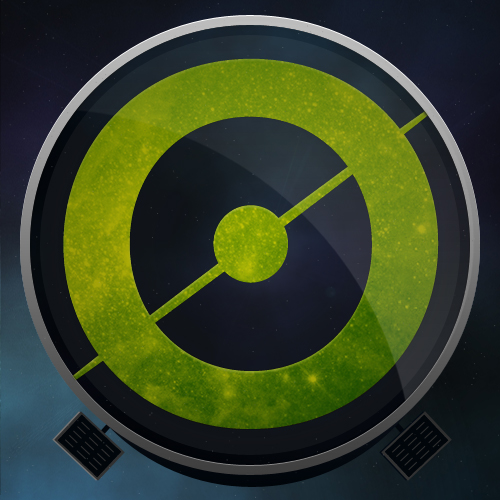
Avatar oficial de Zooniverse para Galaxy Zoo.

Galaxy Zoo es un proyecto en línea de astronomía que invita a sus miembros a ayudar a clasificar alrededor de un millón de galaxias. Es un ejemplo de ciencia ciudadana ya que utiliza la ayuda de gente anónima para ayudar a la investigación científica. El proyecto está inspirado en Stardust@home, donde la NASA pedía ayuda para buscar en las imágenes obtenidas de una misión a un cometa impactos de polvo interestelar. Galaxy zoo es una colaboración entre la Universidad de Oxford, la Universidad de Portsmouth, la Universidad Johns Hopkins, la Universidad de Yale y Fingerprint Digital Media, Belfast

## Objetivos
Los voluntarios de Galaxy Zoo juzgan según las imágenes si las galaxias son elípticas o espirales y, si son espirales, cuál es su rotación, en el sentido de las agujas de reloj o el contrario. Las imágenes fueron tomadas automáticamente por el Sloan Digital Sky Survey usando una cámara digital montada en un telescopio en el Apache Point Observatory en Nuevo México en los Estados Unidos de América. Se espera que el censo provea importante información sobre cómo los diferentes tipos de galaxias están distribuidos, ayudando a los científicos a determinar si los modelos galácticos existentes son correctos. Es un ejemplo de ciencia ciudadana.
Los teóricos creen que las galaxias espirales pueden combinarse y convertirse en elípticas, y que las elípticas se pueden transformar en espirales si reciben más gas o estrellas. Además, el Profesor Michael Longo de la Universidad de Míchigan ha postulado que la rotación de las galaxias elípticas no es aleatoria,  lo que obligaría a hacer un enorme cambio en la cosmología si fuera correcto. Está basado en la observación de 1.660 galaxias: una muestra mayor podría probarlo o desmentirlo.

## La importancia de los voluntarios
Los programas informáticos han sido incapaces de clasificar galaxias de una manera acertada. De acuerdo con un miembro del equipo del proyecto, Kevin Schawinski, "El cerebro humano es realmente mucho mejor que un ordenador en tareas de reconocimiento de patrones." Sin voluntarios humanos, llevaría años a los investigadores procesar las fotografías, pero se estima que con apenas 10.000 a 20.000 personas donando su tiempo para clasificar galaxias el proceso podría estar completo en un mes.
No son necesarios conocimientos de astronomía. En el tutorial del sitio web, los aspirantes a voluntario ven galaxias espirales, elípticas, etc., y pueden intentar adivinar su clasificación antes de ver la respuesta correcta. También se muestran imágenes de estrellas y de rastros de satélite, que el telescopio robot puede haber grabado sin ser capaz de clasificarlos. Los voluntarios pasan un test final y son aceptados si aciertan un número razonable de resultados.

## Imágenes inéditas
Chris Lintott, otro miembro del equipo del proyecto ha comentado que "una ventaja es que ves partes del espacio que nunca habían sido vistas anteriormente. Estas imágenes son tomadas por un telescopio robótico y procesadas automáticamente, de manera que cuando te registras, la primera galaxia que veas será una que ningún humano ha visto antes." Esto mismo fue confirmado por Schawinski, "La mayoría de esas galaxias han sido fotografiadas por un telescopio robótico, y luego procesadas por un ordenador. Así que será la primera vez que hayan sido vistas por un ojo humano."

## Progreso
El 2 de agosto de 2007, Galaxy Zoo publicó su primer reporte, que explicaba que 80.000 voluntarios habían clasificado ya más de 10 millones de imágenes de galaxias, logrando los objetivos de la primera fase del proyecto.  El interés es ahora tener cada galaxia clasificado por 20 usuarios independientes. La importancia de las clasificaciones múltiples es que nos permite construir una base de datos creíble y acertada, que alcance los altos estándares de la comunidad científica. Por primera vez seremos capaces de separar no sólo las galaxias elípticas de las espirales, sino también de cosas aún más extrañas. Nadie había sido capaz de hacer algo así. (Newsletter).
Este objetivo fue más tarde elevado a 30, a la luz del continuo entusiasmo de los voluntarios. Los archivos finales contienen 34.617.406 clics hechos por 82.931 usuarios. Se ha trabajado en evitar los errores humanos, mostrando imágenes en blanco y negro y/o al revés. Esto es necesario para comprobar si la aparente predominancia de las espirales en el sentido contrario de las agujas del reloj era realmente un error de percepción del ojo humano (como parece que es el caso) 
También hay un activo foro unido a Galaxy Zoo, donde los voluntarios postean las imágenes más impactantes y discuten qué son. Hay algunos interesantes resultados no oficiales. Las galaxias de anillo parecen ser mucho más comunes de lo que se pensaba. Sólo dos galaxias conocidas tenían tres brazos, y muchas más han sido encontradas. Hay muchas imágenes de galaxias uniéndose, chocando o interactuando.
También hay ahora un 'blog de ciencia', un sumario oficial de hasta dónde ha llegado el 'zoo'. Hay un proyecto en marcha para revisar un grupo de galaxias en proceso de fusión. Galaxy Zoo 2 estará vivo en un futuro cercano y ofrecerá un sistema de clasificación mucho más detallado.

## Descubrimientos
Un objeto desconocido que ha sido llamado Hanny's Voorwerp, Dutch u  Objeto de Hanny, fue encontrado por una miembro llamada Hanny van Arkel y ha atraído mucho interés científico. Este descubrimiento fue elegido como la Imagen Astronómica del Día por la NASA el 25 de junio de 2008.